# フリート・ストリート
フリート・ストリートもしくはフリート街（英: Fleet Street）は、シティ・オブ・ロンドンの主要道路のひとつである。通りはシティ・オブ・ウェストミンスターのチャリング・クロス（トラファルガー広場）から東に向かうストランド (The Strand) が接続する区境部テンプル・バーを西の起点とし、ロンドン・ウォールや名前の由来となったフリート川のあるラドゲート・サーカスを東の起点として東西に走る。
通りはブリタンニア時代から重要な迂回路だったが、中世には沿道で商売が行われるようになった。この時期には高位の聖職者もフリート街に居住したが、これはテンプル教会やセント・ブライズ教会などの教会が近くにあったためである。16世紀の初めからは印刷出版業で知られるようになり、交易の中心地となった通りには、20世紀までに多くの国内新聞社が本社を構えるようになった。ニュース・インターナショナル（現ニュースUK）が安い工場用地を求めてタワーハムレッツ区ワッピングへ移転した後、1980年代には多くの印刷出版業者が転出してしまったが、以前新聞社が入居していた建物には、イギリス指定建造物となり現在も保存されているものがある。「フリート街」という単語は英国の国内新聞社を示す換喩としても使われており、かつてジャーナリストたちが足繁く通っていたパブは現在でも人気を誇っている。
フリート街には全長に渡って多数の記念碑や像が立てられている。テンプル・バーにはドラゴンの像があるほか、通りにはサミュエル・ピープスやアルフレッド・ハームズワース (初代ノースクリフ子爵)など英国出版業に関わった人物の像が存在する。通りはチャールズ・ディケンズの複数作品に登場するほか、架空の殺人理髪師スウィーニー・トッドが住んでいた場所としても知られている。

## 地理

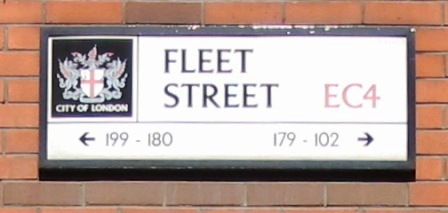
フリート街の道路標識。通りに沿った番地は西から南東方向に連続して振られた後、東から北西方向へ戻るように振られる

フリート街の名前は、シティ・オブ・ロンドン（シティ）の西端をハムステッドからテムズ川へ流れる、フリート川に因んだものである。通りは元々のシティから外に作られた最古の道路のひとつで、中世までには完成していた。13世紀にはフリート・ブリッジ・ストリート（英: Fleet Bridge Street）と呼ばれていたが、14世紀初めに現在と同じくフリート・ストリート（英: Fleet Street）と呼ばれるようになった。
通りはシティとウェストミンスターの境界であるテンプル・バーから始まって東へ走る。通りの西側には、トラファルガー広場から始まるストランドが続く。フリート街はチャンスリー・レーンやフェター・レーンと交差したあと、ロンドン・ウォールのあるラドゲート・サーカスへ行き着いて終わり、東側のラドゲート・ヒルへと続く。通りに沿った番地は西から南東方向に連続して振られた後、東から北西方向へ戻るように振られる。これはブリタンニア時代や中世のシティ境界部と関連したもので、中世にシティ境界部が拡張されたことに伴っている。テンプル・バーからフェター・レーンまでのフリート街は、ロンドンを西へ走る主要道路A4 (A4 road (England)) に含まれているが、以前のA4は、フリート街全体と、東側でセント・ポール大聖堂に臨むキャノン・ストリートに併行するように走っていた。
最寄りのロンドン地下鉄駅はテンプル駅・チャンスリー・レーン駅・ブラックフライアーズ駅で、ブラックフライアーズ駅にはナショナル・レールも乗り入れているほか、同じくナショナル・レールのシティ・テムズリンク駅が存在する。ロンドン・バスは4・11・15・23・26・76・172系統がフリート街全長を通過し、341系統はテンプル・バーからフェター・レーンまでを通過する。

## 歴史

### 初期の歴史

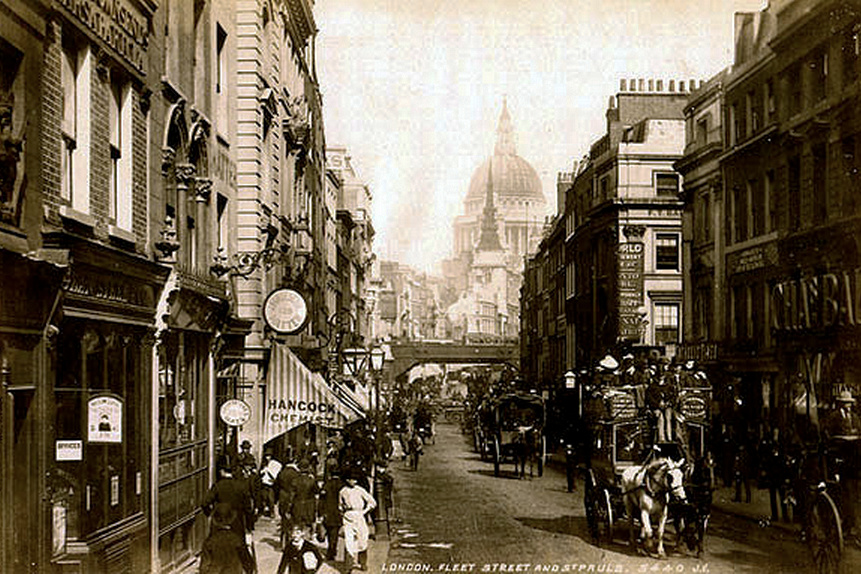
1890年頃のフリート街

フリート街は元々ブリタンニア時代のロンドンに作られた道路で、紀元200年頃までにはラドゲートから西へ至る道路が完成していたという証拠がある。地元の発掘調査では、ラドゲートの近くにあった旧フリート刑務所用地にローマ時代の円形闘技場の痕跡が見つかったが、別の報告では、湿地がちで定住には適さなかったことも示唆されている。サクソン人はローマ時代の市街を統治せず、代わりに現在のオールドウィッチやストランドに当たる西側の土地にルンデンウィック (Lundenwic) と呼ばれる街を建設した。
中世には、ソールズベリーやセント・デイヴィッズ（英: St Davids）の主教、ファヴァーシャム大修道院 (Faversham Abbey) ・チュークスベリ大修道院・ウィンチカム大修道院 (Winchcombe Abbey) ・サイレンセスター大修道院 (Cirencester Abbey) の大修道院長など、多くの高位聖職者が通り沿いに居住していた。川沿いという地の利を活かして、動物の皮をなめす産業も興ったが、同時に廃棄物による汚染も発生して14世紀半ばまでには禁止された。多くのタヴァーンや売春宿も道沿いに建てられたが、この記録は14世紀にまで遡ることができる。ジェフリー・チョーサーがフリート街で托鉢修道士を襲って2シリングの罰金を科されたという記録が存在するが、現代の歴史学者たちには偽書だと信じられている。
中世後半を通してフリート街の重要な目印となったのは、地区の主な水源だった水道管だった。1533年にヘンリー8世と結婚したアン・ブーリンが王妃になった時、この水道管には水の代わりにワインが流された。フリート街は16世紀まで、シティの他地区同様絶えず混雑に悩まされ、1580年に王室から出された公布によって、新たな建物の建築が禁止された。しかしこの公布も梨のつぶてで建築が続けられたが、その多くは木造建築だった。インナー・テンプル近くにあるプリンス・ヘンリーズ・ルームは1610年にまで遡る建築で、ジェームズ1世の長男でありながら王位継承前に亡くなったヘンリー・フレデリック・ステュアートにその名を因んでいる。

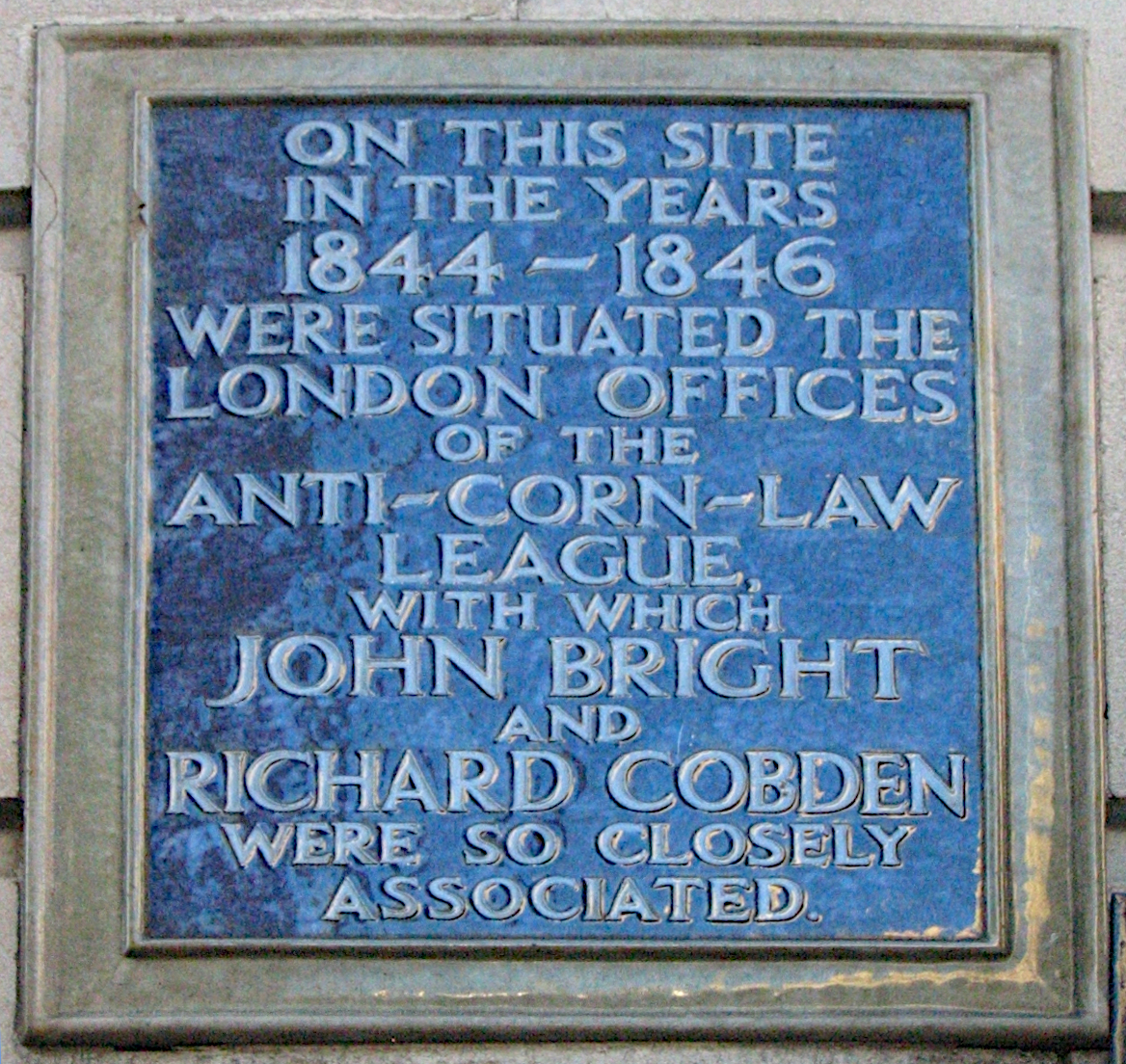
フリート街67番地。反穀物法同盟の本部があったことを示すブルー・プラークが掲げられている

1666年に起きたロンドン大火では、フリート川の水で延焼を防ごうとした対策も空しく、通りの東側が燃え尽くされた。火災被害はフェター・レーン近くにまで及び、焼け出された人々の権利を仲裁するため、延焼範囲の縁にある法学予備院のひとつ、クリフォード法曹院に「火災裁判」（英: 'Fire Courts'）の特別法廷が設けられた。地所は大火前と同じ様式で建て直された。18世紀初頭には、モーホック団と呼ばれる上流階級の悪党団が通りを掌握し、フリート街は日常的な暴力・荒らしが絶えない街となった。1711年には、プリンス・ヘンリーズ・ルームに「サーモン夫人の蝋人形館」（英: Mrs Salmon's Waxworks）が開かれた。ここではブラックジョークのようなぞっとした展示物が置かれており、その中にはチャールズ1世の処刑や、自分の胸を吸わせることで父親を飢餓から救ったローマ女性ハーマイオニー、同時に365人の子どもを産んだ女性の蝋人形などが含まれていた。蝋人形館にはウィリアム・ホガースもお気に入りとして足繁く通い、19世紀まで存続した。1763年には、ジョン・ステュアート (第3代ビュート伯)に対する名誉毀損で逮捕されたジョン・ウィルクスの支援者たちが、伯爵への抗議として通りの真ん中で革長靴 (Jackboot) を燃やした。この騒動は1769年・1794年の暴動にも繋がった。
なめし革業やその他の産業は、フリート川が暗渠化された1766年以降急速に衰退した。通りは、テンプル・バーの取り壊しやラドゲート・サーカス建設と時を同じくした19世紀後半中に拡張された。反穀物法同盟はフリート街67番地に本部を置いており、現在ここにはブルー・プラークが掲げられている。

### 印刷業・ジャーナリズム
フリート街の印刷業は、1500年頃にウィリアム・キャクストンの弟子ウィンキン・デ・ワードがシュー・レーン（英: Shoe Lane）に始まるとされ、同時期にはリチャード・ピンソンも聖ダンスタン教会の隣で印刷出版業を営み始めた。この後多くの印刷業・出版業者がこれに続いたが、地区にあった4つの法曹院での法取引用に多くが用いられ、一部は書籍・戯曲の出版にも使われた。

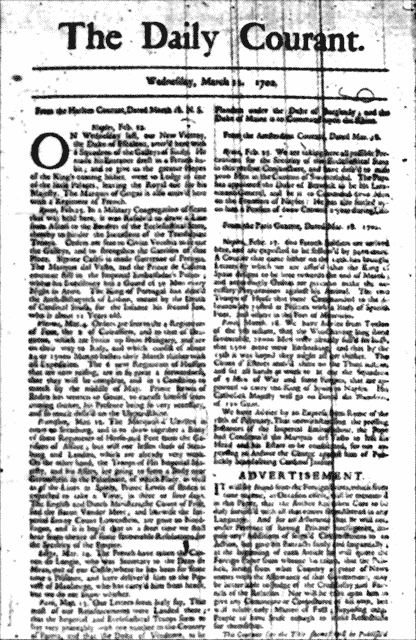
『デイリー・クラント』紙、1702年3月11日号

1702年3月、ロンドン初の日刊紙『デイリー・クラント』の第1号がフリート街で発行され、『モーニング・クロニクル』紙がこれに続いた。出版社ジョン・マリーは1762年にフリート街32番地へ会社を構え、1812年のアルバマール・ストリート移転まで入居していた。19世紀初頭には、紙税をはじめとした種々の税金のために、新聞の人気が制限されることになった。フリート街177番地から178番地に入居していた「ピールのコーヒー・ハウス」（英: Peele's Coffee-House）が人気となり、1858年から活動を始めた紙税廃止運動協会（英: The Society for Repealing the Paper Duty）の主な会議場所として頻回に使われた。協会の活動が実り、紙税は1861年に撤廃された。1855年の新聞税廃止を受け、フリート街での新聞発行はますます栄えることになった。1880年代には「ペニー・プレス」（英: "penny press"）と呼ばれる定価1ペニーの新聞が人気となり、その後多くの新聞が統合されて少数の全国版新聞へと生まれ変わった。

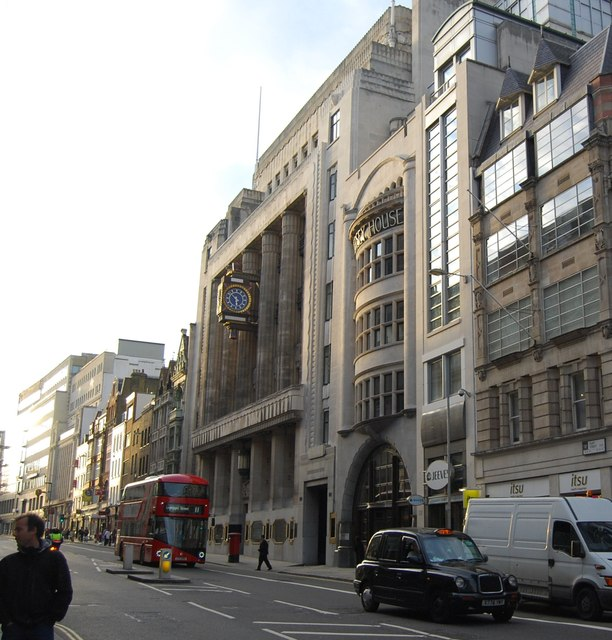
フリート街135番地〜141番地。『デイリー・テレグラフ』がかつて入居していた

20世紀までにフリート街やその周辺地区は、全国的な通信社やその関連産業で占められるようになっていた。1931年に『デイリー・エクスプレス』紙が入居したフリート街121番地から128番地は、オーウェン・ウィリアムズがデザインしたもので、ロンドン初のカーテンウォール建築だった。建物は新聞社が移転する1989年まで持ちこたえ、2001年に改修工事が行われた。『デイリー・テレグラフ』紙はフリート街135番地〜142番地に入居していた。現在は旧『デイリー・エクスプレス』社屋がグレードII*、旧『デイリー・テレグラフ』社屋がグレードIIのイギリス指定建造物である。1930年代にはフリート街67番地に25もの出版業者が入居していたが、この時期までには英国家庭が購入する日刊紙の大半はフリート街発のものになっていた。
1986年、ニュース・インターナショナル（現ニュースUK）のオーナーであるルパート・マードックは、『タイムズ』と『ザ・サン』の発行をタワーハムレッツ区ワッピングに移して行うと発表して物議を醸した。マードックは、フリート街で新聞を発行しても利益は望めない上、印刷業者の組合であるナショナル・グラフィカル・アソシエーション (National Graphical Association; NGA) やソサエティ・オブ・グラフィカル・アンド・アライド・トレーズ (Society of Graphical and Allied Trades; SOGAT) の力が強すぎると考えていた。また、時のイギリス首相だったマーガレット・サッチャーもこの意見を支持した。フリート街で雇われていた印刷スタッフは全員が解雇され、ワッピングの工場ではエレクトリカル・エレクトロニック・テレコミュニケーションズ・アンド・プラミング・ユニオン (Electrical, Electronic, Telecommunications and Plumbing Union; EETPU) 出身の新スタッフが雇われ、コンピューター制御の操業を行って、古い組合の印刷所をすっかり時代遅れにしてしまった。一連の「ワッピング争議」では、フリート街・ワッピング双方で1年以上にわたり猛烈な抗議運動が繰り広げられたが、結局他の発行元も要請に従い、フリート街を出てカナリー・ワーフやサザークに移転することにした。2005年のロイター通信移転が、大手メディアの移転として最後のものになった。一方で同じ年には、『デイリー・テレグラフ』・『サンデー・テレグラフ』両紙が、カナリー・ワーフから再移転して、2006年にロンドン中心部のヴィクトリアに発行拠点を移すと発表した。
ワッピング争議の一方で、フリート街に残った印刷業者も存在する。『ザ・ビーノ』を発行するDCトムソンのロンドン支社は、フリート街185番地に存在する。イギリス連邦放送連盟の本部は、独立系官報出版社のウェントワース・パブリッシング（英: Wentworth Publishing）と同じ17番地にある。AP通信もフリート街にオフィスをひとつ構えているほか、2013年にゴールダーズ・グリーンに移転するまでは『ジューイッシュ・クロニクル』紙もフリート街に入居していた。イギリスジャーナリスト協会（英: British Association of Journalists）の本部は89番地に存在し、無料新聞『メトロ』を発行するメトロ・インターナショナルは、85番地に居を構えている。
イギリス全国版の大手新聞社は、多くがフリート街の外へ移転してしまったが、現在でも通りの名前は印刷出版業を指すシノニムとして扱われている。隣接するセント・ブライズ・レーン（英: St. Brides Lane）にあるセント・ブライド図書館は、活字・出版業に関連するコレクションを所有するほか、印刷技術・方法を習得する講座も開設されている。ブーヴェリー・ストリートを下ったマグパイ・アリー（英: Magpie Alley）には、この地区の新聞発行の歴史を紐解く壁図が存在する。
DCトムソンが発行し、ダンディーに本部を置く『サンデー・ポスト』紙は、2016年に最後の記者2人が離任して、ロンドン支社を閉鎖した。

### 現代史

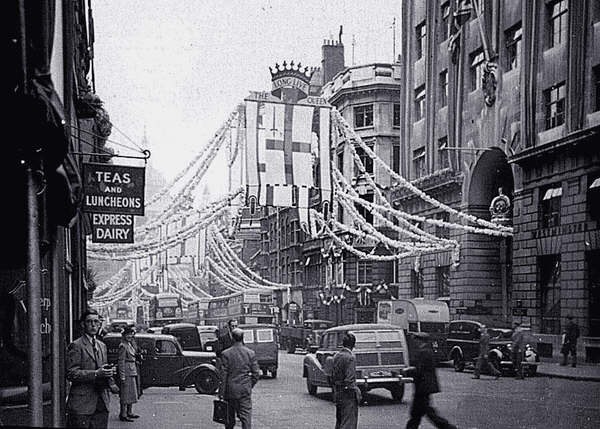
1953年のフリート街を映した写真。エリザベス2世の戴冠式を祝う旗が掲げられている

フリート街は印刷業の中心地となっただけでなく、他の産業も栄えた。1905年には、イギリス自動車協会が18番地に本部を構えた。印刷業のワッピング移転後、フリート街は投資銀行や法律事務所・会計事務所との繋がりが深い場所となった。例えば、通りを下った場所には法曹院や弁護士事務所があるほか、フリート街の向こう側には裁判所が存在し、新聞社として使われていた建物には、様々な会社のロンドン本部が置かれるようになった。例えばゴールドマン・サックスは、元々『デイリー・テレグラフ』の社屋だった建物と、ピーターバラ・コート、マーシー・ハウスにあるリバプール・エコーの建物を使っている。
イングランド最古の民間銀行であるC・ホーア&Co.は、1672年からフリート街で営業している。現在ロイヤルバンク・オブ・スコットランド傘下にあるチャイルド&Co.は、営業を継続しているイギリス一古い銀行だと主張している。会社は1580年に設立され、1673年からは、テンプル・バーに隣接するフリート街1番地に入居している。1990年からは、法律会社フレッシュフィールズ・ブラックハウス・デリンガーが65番地に入居している。

## 著名な建物

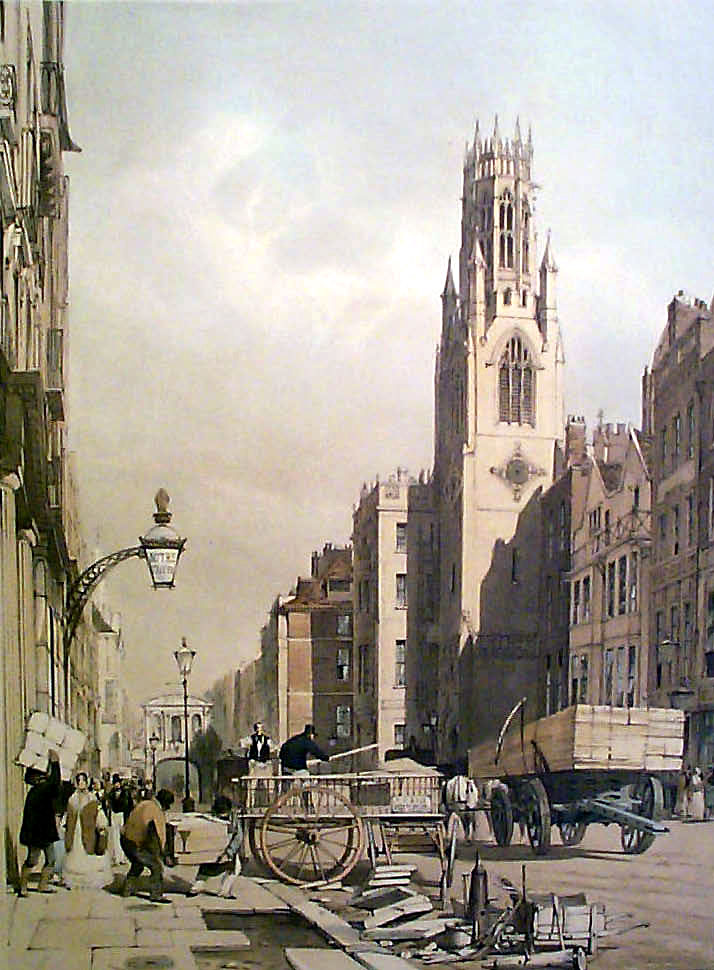
フリート街の聖ダンスタン教会、1842年

中世盛期の高位聖職者は、ロンドンでの住まいをこの通りに構えていた。この当時の名残がある名前を持つのは、ピーターバラ・コート（英: Peterborough Court）とソールズベリー・コート（英: Salisbury Court）で、どちらも主教の住居があったことに因んでいる。テンプル騎士団創設に加え、ホワイトフライアーズ修道院の設立はホワイトフライアーズ・ストリートの名前に見ることができるほか、地下室の名残は関係者以外立入禁止区域に保存されている。カルメル会教会は1253年にフリート街に建てられたが、1545年の宗教改革中に破壊されてしまった。
今日では、通りに関連する3つの宗教的「コミュニティ」の需要に応える形で、3つの教会が通りに立っている。テンプル教会は1162年にテンプル騎士団が創設したもので、法曹院も入居している。セント・ブライズ教会は6世紀までには創設されたとされており、後にクリストファー・レン設計で、シティのより東に位置するセント・メアリー＝ル＝ボウと対を成すように建て直された。この教会は、ロンドンの教会で最も印刷業と繋がりの深いものである。セント・ダンスタン・イン・ザ・ウェスト教会と地元の小教区は、ギルド・チャーチと対照的に12世紀まで遡れる歴史を持ち、ロンドンにおけるロシア正教会の本山ともなっている。

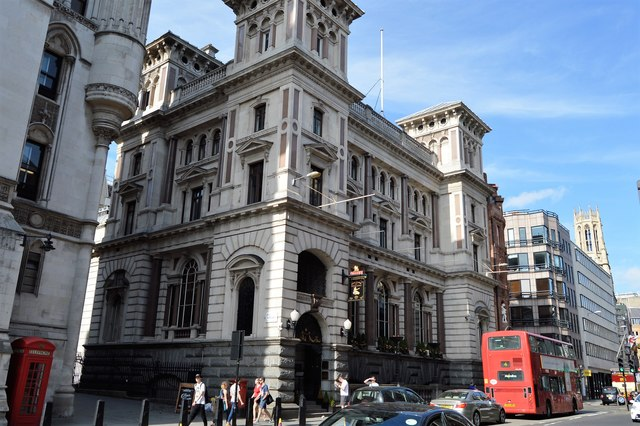
旧イングランド銀行の建物を利用したパブであるオールド・バンク・オブ・イングランド

地区の南側には、かつてテンプル騎士団の所有物だった建物があり、現在ではテンプルとして知られる法律関係の建物として使われている。ここには4つの法曹院のうち、インナー・テンプルとミドル・テンプルが入居している。この近くには、法廷弁護士の事務所を含め、多くの法律関係者の事務所が存在する。西側・ストランドとの交差点には王立裁判所があるほか、反対の東側でラドゲート・サーカスの近くにあたる場所には、オールド・ベイリーの名で知られる中央刑事裁判所が存在する。

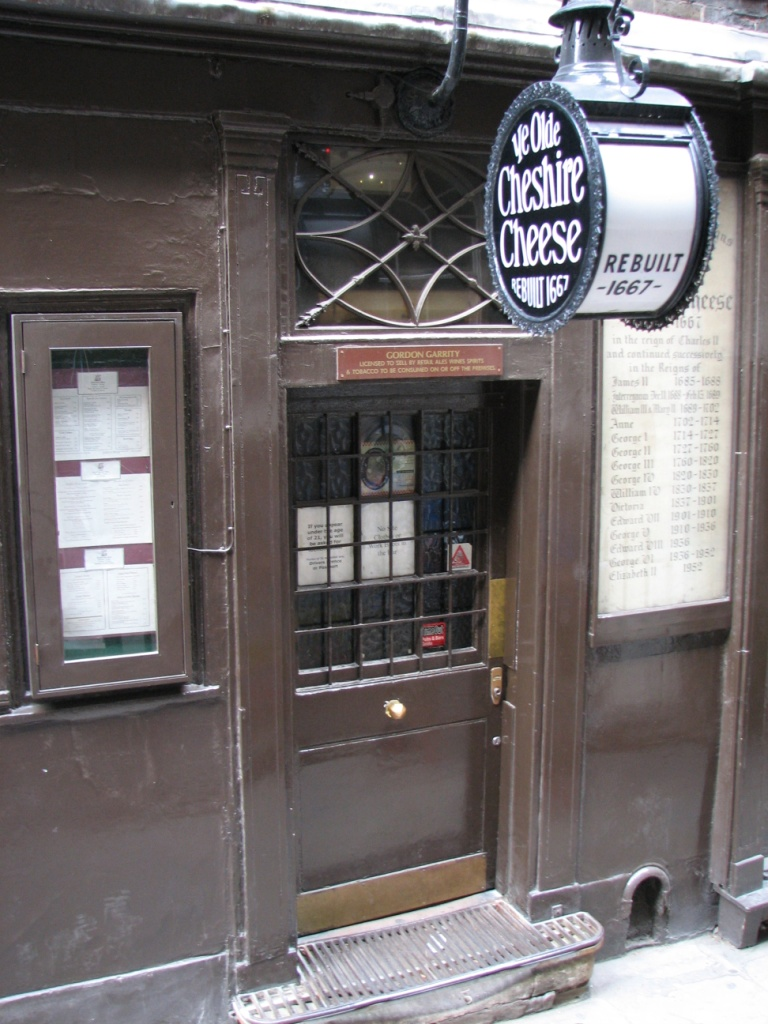
ジ・オールド・チェシャー・チーズ

シティに至る主要路であるフリート街には、多くのタヴァーンやコーヒーハウスがあることで知られている。サミュエル・ジョンソンなど著名な文筆家・政治家も数多くこの地区を訪れ、記者たちはネタを集めようとしばしばパブに集まった。22番地にあるジ・オウルディ・コック・タヴァーンや145番地のジ・オールド・チェシャー・チーズは、当時の店が現存する例で、グレードIIの指定建造物になっている。エル・ヴィーノ (El Vino) のワイン・バーは1923年に47番地に移転して以来、すぐに法律家や記者の御用達となった。このバーは、法廷の要求により1982年まで女人禁制であった。この他、旧イングランド銀行の建物を利用したパブであるオールド・バンク・オブ・イングランドもある。
1971年から、通りの南側はフリート・ストリート保全地区（英: Fleet Street Conservation Area）とされ、建物は定期的に点検され街並みが保全されるようになった。対象地区は1981年に通りの北側にまで拡張された。

## 記念碑・像

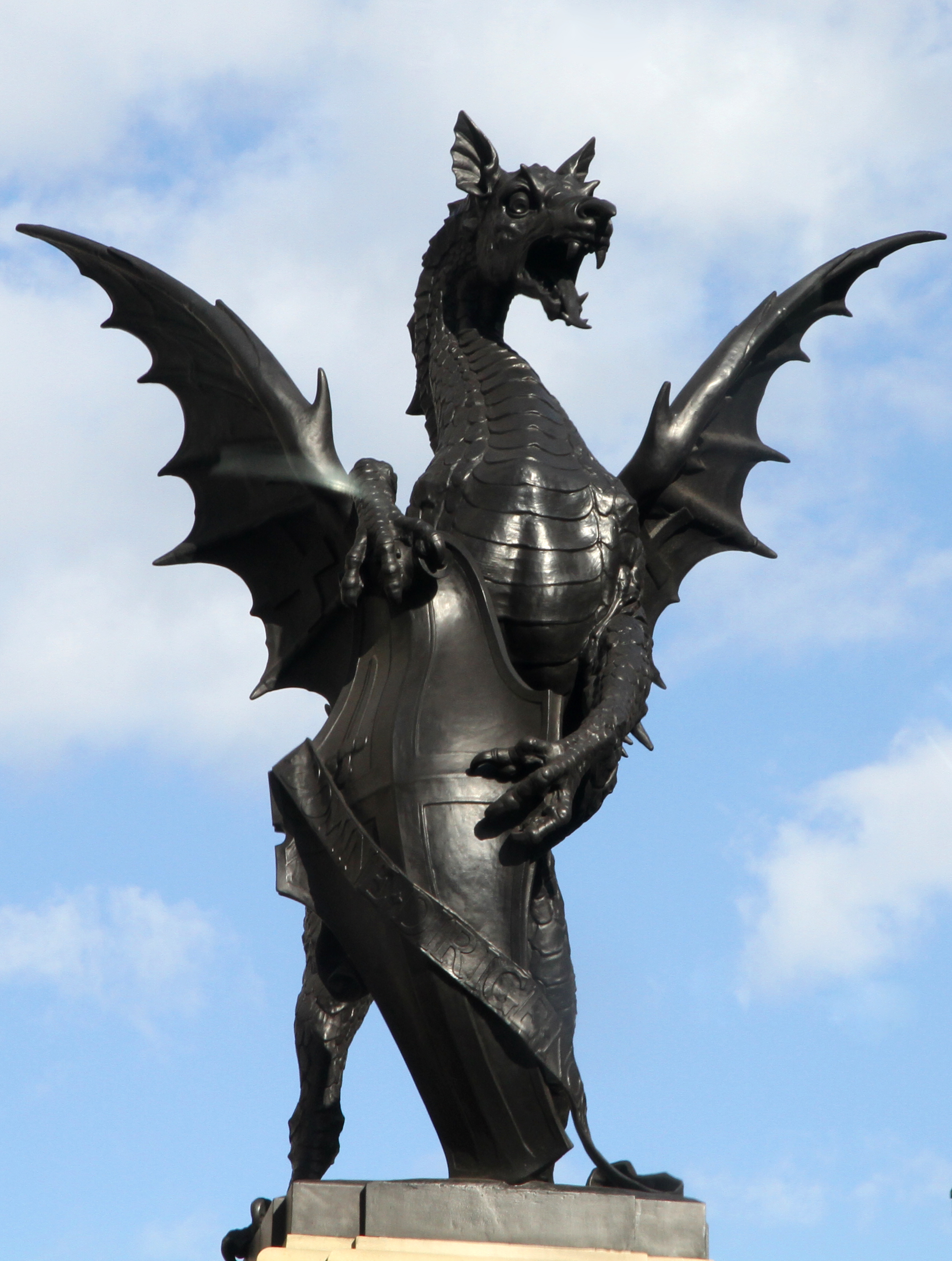
テンプル・バー・マーカー。シティ・オブ・ロンドンのドラゴン・バウンダリー・マークのひとつ

フリート街周辺の地域には、有名な石造や記念碑が数多く存在して地域の名物にもなっている。北東の角にはエドガー・ウォーレスの胸像があり、143番地・144番地の2階部分にある壁龕（）には、ジョン・トルマッチ・シンクレア（英: John Tollemache Sinclair）が作ったスコットランド女王メアリーの全身像が置かれている。聖ダンスタン教会の古いスクール・ハウスのエントランス上には、1586年に新しいラドゲートを建てることを承認した女王エリザベス1世の像がある。この像はウィリアム・カーウィン（英: William Kerwin）が作ったもので、1776年の門取り壊しに合わせてこの場所に移設された。この隣には、新聞社経営者で、『デイリー・メール』や『デイリー・ミラー』の共同創立者であるアルフレッド・ハームズワース (初代ノースクリフ子爵)の胸像も置かれている。72番地には、アイルランドのジャーナリストで庶民院議員も務めたT. P. オコナーの胸像があるが、これはF・W・ドイル＝ジョーンズ（英: F. W. Doyle-Jones）により1934年に建てられたものである。
通りの南側には、テンプル・バーなどを含め記念碑がいくつも存在する。現在のテンプル・バー・マーカーは、以前のバーの取り壊しに伴い、ホレース・ジョーンズが1880年に設計したものである。インナー・テンプル・ガーデンズは、チャールズ・ラムを記念した庭園である。ソールズベリー・スクエアには、1823年から1833年までロンドン市長を務めたロバート・ウェイスマンを記念するオベリスクがあるほか、その日記でも有名なイギリス海軍官僚サミュエル・ピープスの生誕地を記念するブルー・プラークも設置されている。

## 著名な住人
フリート街の住人や、地区にあるタヴァーンの常連客としては、ベン・ジョンソンやジョン・ミルトン、アイザック・ウォルトン、ジョン・ドライデン、エドマンド・バーク、オリヴァー・ゴールドスミス、チャールズ・ラムなどの文筆家・政治家が知られている。辞書編集者のサミュエル・ジョンソンは1748年から1759年の間、フリート街から下ったガウ・ストリート（英: Gough Square）に居住しており、当時の家は21世紀になった現在でも保存されている。地図制作者のジョン・セネックスは地図店 "The Sign of the Globe" を、1725年の開業から亡くなる1740年までフリート街に構えていた。フリート街の印刷業の祖ウィンキン・デ・ワードは1535年に、詩人のリチャード・ラヴレースは1657年にセント・ブライズ教会へ埋葬されたが、この教会では1633年にサミュエル・ピープスが洗礼を受けた。
王立協会は1710年から1782年までクレイン・コート（英: Crane Court）に構えていたが、この後ストランドのサマセット・ハウスへ移転した。
日本初の英字新聞と言われる「ナガサキ・シッピング・リスト・アンド・アドバタイザー」（のちのジャバン・ヘラルド）の創刊者アルバート・ウィリアム・ハンサードは、フリート街の裏にあるソールズベリ・スクエアで生まれた。ハンサード家は祖父の代から同地で印刷業を営み、英国議会議事録を刊行し続けている。

## 文化的利用
「悪魔の理髪師」として知られる架空の連続殺人鬼スウィーニー・トッドは、18世紀にフリート街に住んで理髪店を営んでいたとされており、殺した客の肉をパイの詰め物にして提供していたとされている。いわゆるシリアル・キラーの都市伝説として典型例であるこの話は、19世紀中頃には様々な英語作品に登場している。舞台作品などの題材としてもよく使われ、その中には1936年の映画 (en) や、スティーヴン・ソンドハイムによる1979年のミュージカル作品、さらにそれをティム・バートンが映画化した2007年の映画作品などがある（いずれも原題は「スウィーニー・トッド：フリート街の悪魔の理髪師」を意味する "Sweeney Todd: The Demon Barber of Fleet Street" である）。
フリート街はチャールズ・ディケンズの作品にも何回か登場する。『ピクウィック・クラブ』に名前が冠されたクラブや、『二都物語』に登場するテルソンズ・バンク・イン（英: Tellson's Bank In）はフリート街にある設定である。詩人のジョン・ダヴィッドソンは、19世紀後半に "Fleet Street Eclogues"（意味：フリート街牧歌）と銘打たれた2作品を残している。アーサー・ランサムは1907年に出版した "Bohemia in London" (en) の1章で、ベン・ジョンソン、ドクター（=サミュエル・ジョンソン）、コールリッジ、ウィリアム・ヘイズリット、チャールズ・ラムなど、初期のフリート街に住んでいた著名人や、テンプル・バー、プレス・クラブなどの名所について記述している。
フリート街は、ストランド・トラファルガー広場と並んで、イギリス版のモノポリーに登場することでも知られている (
:Category:London Monopoly places) 。ゲーム中登場するチャンス・カードには、"You Have Won A Crossword Competition, collect £100"（意味：あなたはクロスワード大会で勝ちました、100ポンドを獲得）と書かれた1枚があるが、これは『デイリー・メール』と『デイリー・エクスプレス』など、フリート街に拠点を置いていた新聞社が、ライバルとの競争や自社の宣伝の意味で1930年代に行っていたものを受けた文面である。